# Nova Londrina (kommun)
Nova Londrina är en kommun i Brasilien.   Den ligger i delstaten Paraná, i den södra delen av landet, 900 km sydväst om huvudstaden Brasília. Antalet invånare är 13 069.
Följande samhällen finns i Nova Londrina:
- Nova Londrina

Trakten runt Nova Londrina består i huvudsak av gräsmarker. Runt Nova Londrina är det mycket glesbefolkat, med 7 invånare per kvadratkilometer.